# Institute of Financial Accountants
Institute of Financial Accountants (IFA) — британская профессиональная организация финансовых аналитиков, предлагающая профессиональную сертификацию сертифицирующая. Является полным членом Международной федерации бухгалтеров.
Программа института предназначена для главных бухгалтеров, аудиторов, специалистов отделов финансовой отчетности, работников бирж ценных бумаг, работников банков, финансовых директоров и руководителей компаний. Успешное завершение каждого из уровней предполагает вступление студента в профессиональное сообщество IFA и присвоение ему квалификации, соответствующей пройденному уровню в IFA.

## История
IFA был основан в 1916 году .
В 1973 году IFA основал Международную ассоциацию бухгалтеров, её члены вкладывают средства в благотворительный фонд IFA.

## Квалификационные уровни
IFA предлагает обучение и вступление в профессиональное сообщество на 3 уровнях:
- Уровень 1. Accounting Technician/Специалист по управлению финансами (4 экзамена):
  - международный финансовый учёт;
  - управленческий учёт;
  - налогообложение;
  - право для экономистов.
- Уровень 2. Associate of FA/Финансовый управляющий/финансовый аналитик (6 экзаменов):
  - управленческий учёт;
  - финансовый учёт;
  - финансовый менеджмент;
  - информационные системы в управлении;
  - менеджмент и маркетинг;
  - методика аудита.
- Уровень 3. Fellow of FA/Финансовый директор (5 экзаменов):
  - теория и практика бухгалтерского учёта;
  - системы управленческого бухгалтерского контроля;
  - корпоративная стратегия;
  - финансовый учёт;
  - МСФО.